# لیز هچ
لیز هَچ (انگلیسی: Liz Hatch؛ زادهٔ ۳ ژوئن ۱۹۸۰) دوچرخه‌سوار اهل ایالات متحده آمریکا است. او دوچرخه‌سواری را در سال ۲۰۰۶ آغاز کرد و تابستان همان سال به بلژیک رفت. وی نخستین عضو گروه دوچرخه‌سواری «واندرکیتن ریسینگ» در سال ۲۰۰۷ بود. او در سال ۲۰۱۰ به عضویت تیم دوچرخه‌سواری حرفه‌ای «لوتو لیدیز» در بلژیک درآمد. انتشار عکس‌ها او در مجلهٔ ماکسیم در ژانویهٔ ۲۰۰۸ او را بیش از پیش بر سر زبان‌ها انداخت. با آنکه او در سال ۲۰۱۱ اعلام بازنشستگی کرد، اما تصمیم گرفته بار دیگر با تیم «سایکل‌لایوپلاس-زاناتا لیدیز» به عرصه دوچرخه‌سواری حرفه‌ای بازگردد.